# 349 г. пр.н.е.
349 (триста четиридесет и девета) година преди новата ера (пр.н.е.) е година от доюлианския (Помпилийски) римски календар. По това време е известна като годината на консулството на Камил и Крас (или по-рядко 405 година Ab urbe condita). Наименованието 349 г. пр.н.е. за тази година се използва от ранния средновековен период, когато летоброенето след Христа става преобладаващият метод в Европа за именуване на години.

## Събития

### В Персийската империя
- Сидон е обсаден от персийските сили.

### В Древна Гърция
- След като се възстановява от болест, Филип II Македонски насочва вниманието си към останалите контролирани от Атина градове в Македония и по-специално към град Олинт. Атиняните се организират да изпратят помощ.